# BRAK-Mitteilungen
Die BRAK-Mitteilungen sind eine deutsche Zweimonatszeitschrift zum anwaltlichen Berufsrecht sowie mit Informationen zur Berufspolitik der Bundesrechtsanwaltskammer (BRAK). Die Zeitschrift enthält Aufsätze zum anwaltlichen Berufsrecht, beispielsweise über die Pflichten und Haftung der Anwälte, sowie aktuelle Berichte über die Arbeit der Bundesrechtsanwaltskammer. Außerdem dokumentiert die Zeitschrift die berufsrechtliche Rechtsprechung und veröffentlicht das von der Satzungsversammlung bei der Bundesrechtsanwaltskammer beschlossene Satzungsrecht (insbesondere: Berufsordnung für Rechtsanwälte; Fachanwaltsordnung).
Als Supplement erscheint das BRAK-Magazin, das über die Arbeit der BRAK sowie über neueste Entwicklungen praxisbezogene Themen für die anwaltliche Tätigkeit sowie über anwaltliche Veranstaltungen berichtet.

## Wissenschaftlicher Beirat
Dem Wissenschaftlichen Beirat der Zeitschrift gehören an:
- Christian Kirchberg, Karlsruhe (Vorsitzender),
- Matthias Kilian, Universität zu Köln,
- Christoph Knauer, München,
- Melanie Theus, Koblenz,
- Sigrid Wienhues, Hamburg, und
- Christian Wolf, Gottfried Wilhelm Leibniz Universität Hannover.

## Zielgruppe
Die BRAK-Mitteilungen und das BRAK-Magazin richten sich an alle in der Bundesrepublik zugelassenen Rechtsanwälte, an Kanzleipersonal sowie an Personen in Justiz und Politik, die sich mit dem anwaltlichen Berufsrecht und der Anwaltschaft befassen.

## Bezug und Erscheinungsweise
Die BRAK-Mitteilungen und das BRAK-Magazin erscheinen seit dem 2. Halbjahr 2020 ausschließlich digital. Mitglieder der Rechtsanwaltskammern erhalten die Zeitschrift in ihr besonderes elektronisches Anwaltspostfach (beA) ohne Abbestellmöglichkeit. Andere Personen können sie per Newsletter beziehen. Die Zeitschrift erscheint im 53. Jahrgang (2022) zweimonatlich immer am 15. Februar, 15. April, 15. Juni, 15. August, 15. Oktober und 15. Dezember.